# 大鰭灰尾海龍
大鰭灰尾海龍（学名：Stigmatopora macropterygia），為輻鰭魚綱棘背魚目海龍魚科的其中一種，分布於西南太平洋的紐西蘭海域，體長可達35公分，生活在海藻床。